# Mendez-Nuñez
Mendez (Mendez-Nuñez) (kurz: Mendez) ist eine philippinische Stadtgemeinde in der Provinz Cavite. Sie hat 31.529 Einwohner (Zensus 1. August 2015) auf 16,7 km².

## Baranggays
Mendez-Nuñez ist politisch in 25 Baranggays unterteilt.
| - Anuling Lejos I (Anuling) - Asis I - Galicia I - Palocpoc I - Panungyan I - Poblacion I (Barangay I) - Poblacion II (Barangay II) - Poblacion III (Barangay III) - Poblacion IV (Barangay IV) - Poblacion V (Barangay V) - Poblacion VI (Barangay VI) - Poblacion VII (Barangay VII) | - Anuling Cerca I - Anuling Cerca II - Anuling Lejos II - Asis I - Asis II - Asis III - Banayad - Bukal - Galicia II - Galicia III - Miguel Mojica - Palocpoc II - Panungyan II - Carlo Nathaniel B. Bandoy |